# Cooperstown (Dakota del Nord)
Cooperstown è un centro abitato (city) degli Stati Uniti d'America, capoluogo della Contea di Griggs, nello Stato del Dakota del Nord. Nel censimento del 2000 la popolazione era di 1 053 abitanti. La città è stata fondata nel 1882.

## Geografia fisica
Secondo i rilevamenti dell'United States Census Bureau, la località di Cooperstown si estende su una superficie di 2,40 km², tutti occupati da terre.

## Popolazione
Secondo il censimento del 2000, a Cooperstown vivevano 1 053 persone, ed erano presenti 270 gruppi familiari. La densità di popolazione era di 436 ab./km². Nel territorio comunale si trovavano 563 unità edificate. Per quanto riguarda la composizione etnica degli abitanti, il 98,86% era bianco, lo 0,19% era nativo e lo 0,28% proveniva dall'Asia. Lo 0,38% apparteneva ad altre razze, mentre lo 0,28% apparteneva a due o più razze. La popolazione di ogni razza ispanica corrispondeva allo 0,95% degli abitanti.
Per quanto riguarda la suddivisione della popolazione in fasce d'età, il 20,0% era al di sotto dei 18, il 4,7% fra i 18 e i 24, il 20,3% fra i 25 e i 44, il 22,9% fra i 45 e i 64, mentre infine il 32,1% era al di sopra dei 65 anni di età. L'età media della popolazione era di 48 anni. Per ogni 100 donne residenti vivevano 84,7 maschi.